# Отряд имени Валерия Чкалова
«Отряд имени Валерия Чкалова» — дуэт, состоявший из поэта, художника и автора песен Александра Синицына и музыканта-электронщика Михаила Михайлюка.

## Альбом «ВВС»
В 1983 году дуэт приступил к записи своего первого альбома «ВВС». Одноименная песня этого альбома, впоследствии обработанная, стала саундтреком к фильму «Асса». Для записи наложением использовались магнитола Sharp 555 и старый катушечный магнитофон. Для синтезирования звуков использовались ритм-бокс, масса клавишных (немецкий клавинет, орган Vermona, двухоктавный «Лель 22» и детский японский синтезатор Yamaha CS-01). Играли на басу, баяне. Запись альбома длилась около полугода и завершилась летом 1984 года. Впоследствии этот альбом попал в книгу «100 магнитоальбомов советского рока» Александра Кушнира.
В обзорной статье «Техноромантика в СССР» в газете «Long Play» группа «Отряд имени Валерия Чкалова» была названа первым в СССР представителем «техноромантики».

## «Пустой номер»
В 2012 году Михаил Михайлюк снялся в эпизодической роли в фильме «Пустой номер», снятом творческим объединением «Котельная 22»[значимость факта?].